# Всесвітня премія фентезі

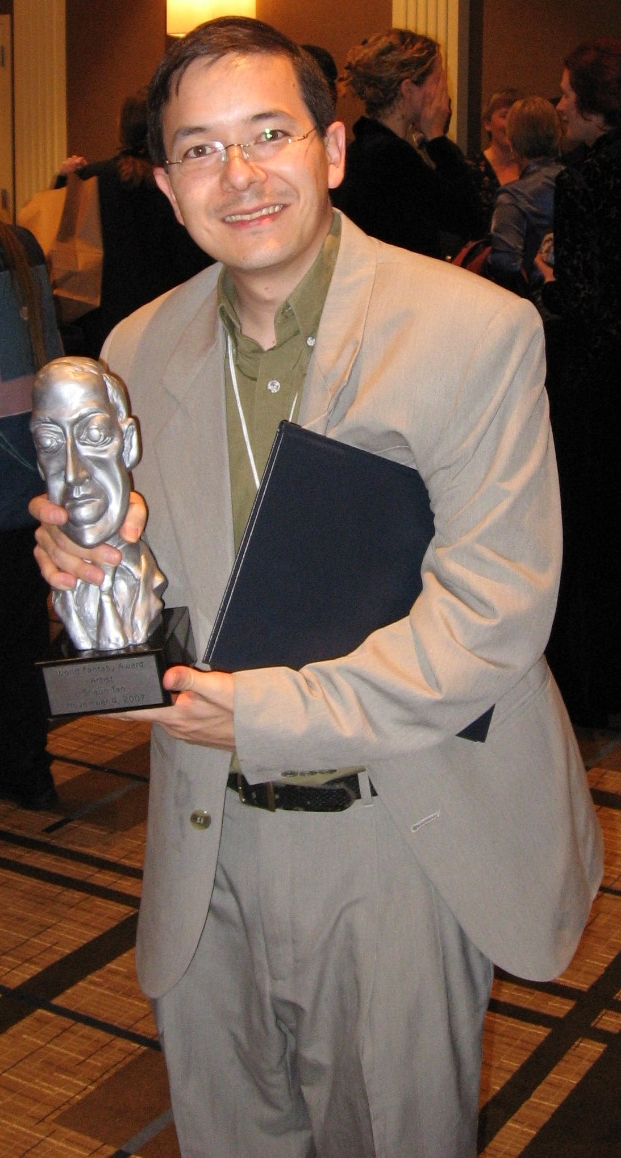
Ілюстратор Шон Тан, лауреат WFA у номінації Найкращий художник у 2007 році.

Всесвітня премія фентезі або WFA (від англ. World Fantasy Award) — щорічна міжнародна премія, яку вручають за твори, написані у жанрі фентезі. Премію було засновано 1975 року і її вручають на «Всесвітньому конвенті фентезі». Її присуджує журі, яке щороку змінюється. Вважається однією з найпрестижніших у галузі фантастики.

## Ідея премії
Всесвітній конвент фентезі (World Fantasy Convention) — це зустріч професіоналів, шанувальників осіб, що цікавляться жанром Світлої і Темної фентезі. Вшанування лауреатів відбувається на традиційному бенкеті, що влаштовується в неділю після полудня. Зустрічі з письменниками і художниками проходять в п'ятницю вранці, під час яких здійснюється обов'язкова роздача автографів. В інший час демонструються фільми і відео, відбуваються костюмовані бали, ігри й маскаради.

## Нагорода
До 2016 року нагорода являла собою статуетку з білого металу — виготовлений Гехеном Вілсоном гротескний бюст Говарда Філіпса Лавкрафта. Іноді премію так і називали — «Говард». Підставою зміни стало, за словами організаторів премії, те, що «Ідеальний дизайн повинен поєднувати фантазію і жах, не несучи при цьому ніякої фізичної подібності з будь-якою особою, живою або мертвою». Також набула поширення думка, що справжньою причиною був расизм Лавкрафта, котрий описував негрів та багато етнічних меншин США дикунами й адептами злих сил.
Надалі нагородою служить скульптура дерева, яке оповиває гілками золотистий диск. Її автором є художник і скульптор Вінсент Віллафранк. Скульптура відображає багатство жанру фентезі — від жахів до високого фентезі.

## Номінації
Премію вручають у таких номінаціях:
- Роман (англ. Novel)
- Повість (англ. Novella)
- Оповідання або коротка повість (англ. Short Fiction)
- Антологія (англ. Anthology)
- Збірка (англ. Collection)
- Найкращий художник (англ. Artist)
- Спеціальна премія (англ. Special Awards)
- Премія конвенту (англ. Convention Award)
- За заслуги перед жанром (англ. Life Achievement)
- Спеціальна премія для професіоналів (англ. Special Award: Professional)
- Спеціальна премія непрофесіоналам (англ. Special Award: Non-Professional)